# Rose McGrew
Rose Elizabeth McGrew, im deutschen Sprachraum auch bekannt als Rose Mac Grew bzw. Mac-Grew (* 5. April 1875 in Ottumwa; † 14. März 1956 in Eugene) war eine US-amerikanische Opernsängerin (Sopran) und Gesangslehrerin.

## Leben
McGrew wurde in Dresden für das Koloraturfach ausgebildet und danach an das Hoftheater nach Schwerin engagiert, wo sie am 15. Dezember 1899 als „Margarethe von Valois“ in Hugenotten debütierte. Bekannt wurde sie in zeitgenössischen Quellen die Partien „Frau Fluth“, „Philine“, „Hänsel“, „Regimentstochter“, „Baronin“ in „Wildschütz“ sowie „Madame Courtier“ in „Der Überfall“.
Letztmals bekannt ist ein Auftritt in Europa am 28. September 1912 an der Wiener Staatsoper. Von einer Reise in die Vereinigten Staaten 1913 konnte sie wegen des heranziehenden Ersten Weltkriegs nicht nach Deutschland zurückkehren. In den Vereinigten Staaten wirkte sie bis 1941 als Gesangslehrerin.
McGrew war von Alexander Camillo Jacques Schönberg geschieden. Mit ihm hatte sie drei gemeinsame Töchter.